# Лемеза (Іглінський район)
Лемеза́ (рос. Лемеза, башк. Ләмәҙе) — присілок у складі Іглінського району Башкортостану, Росія. Входить до складу Улу-Теляцької сільської ради.
За 2 км на північний схід від присілка 1989 року сталася залізнична катастрофа.
До 10 вересня 2007 року присілок називався селище Будка 1708 км.
Населення — 24 особи (2010; 29 в 2002).
Національний склад:
- башкири — 93 %